# Bitva na Čudském jezeře
Bitva na Čudském jezeře, známá i jako Ledová bitva, bylo ozbrojené střetnutí mezi Novgorodskou republikou a Livonskou větví Řádu německých rytířů, které se uskutečnilo 5. dubna 1242 na zamrzlém Čudském jezeře na hranicích dnešního Ruska a Estonska.

## Předehra

Středověké Livonsko, místo bitvy je označeno (vpravo)

Novgorodská republika odolávala v první polovině 13. století tlaku Mongolských Tatarů, ale i silnému Švédsku. Švédsko mělo vždy zájem zejména o východní části Evropy a tak využilo každou šanci na vpád do této oblasti. Tu jim dal papež Řehoř IX., který chtěl pravoslavné křesťany obrátit na katolickou víru.
Vylodění švédského vojska u ústí řeky Něvy v roce 1240 vedlo Novgorodské pány a bojary k tomu, aby povolali do boje knížete Alexandra, který se postavil do čela vojska. Alexander Švédy sice zahnal, ale neporazil. Švédská vojska s potupou uprchla na širé moře.
V Novgorodu slavili vítězství. Alexandr Něvský si však uvědomoval, že Švédové se znovu vrátí, jakmile zmobilizují posily, a proto nabádal novgorodské bojary, aby urychleně posílili obranyschopnost knížectví. Bojaři však o tom nechtěli ani slyšet a začali proti Alexandrovi intrikovat. Alexandr se kvůli tlaku těchto okolností odebral mimo Novgorod.
Alexandrovy obavy se naplnily. Na podzim roku 1240 Řád německých rytířů vpadl na území Novgorodské republiky a obsadil Pskov, Izborsk a Koporje. V roce 1241 vtrhlo na území republiky křižácké vojsko z Livonska. Postup křižáků byl vcelku hladký. Novgoroďané opět povolali dvacetiletého prince Alexandra, kterého jen před časem vyhostili do Perejeslavle. Ten zanedlouho vyrazil se svým vojskem proti křižákům a dobyl Pskov a Koporje zpět. K rozhodující bitvě však došlo až na jaře následujícího roku. Toho roku tažení začalo vítězstvím křižáků nad oddílem Novgoroďanů asi 20 km jižně od města Dorpat (dnes Tartu).

## Bitva

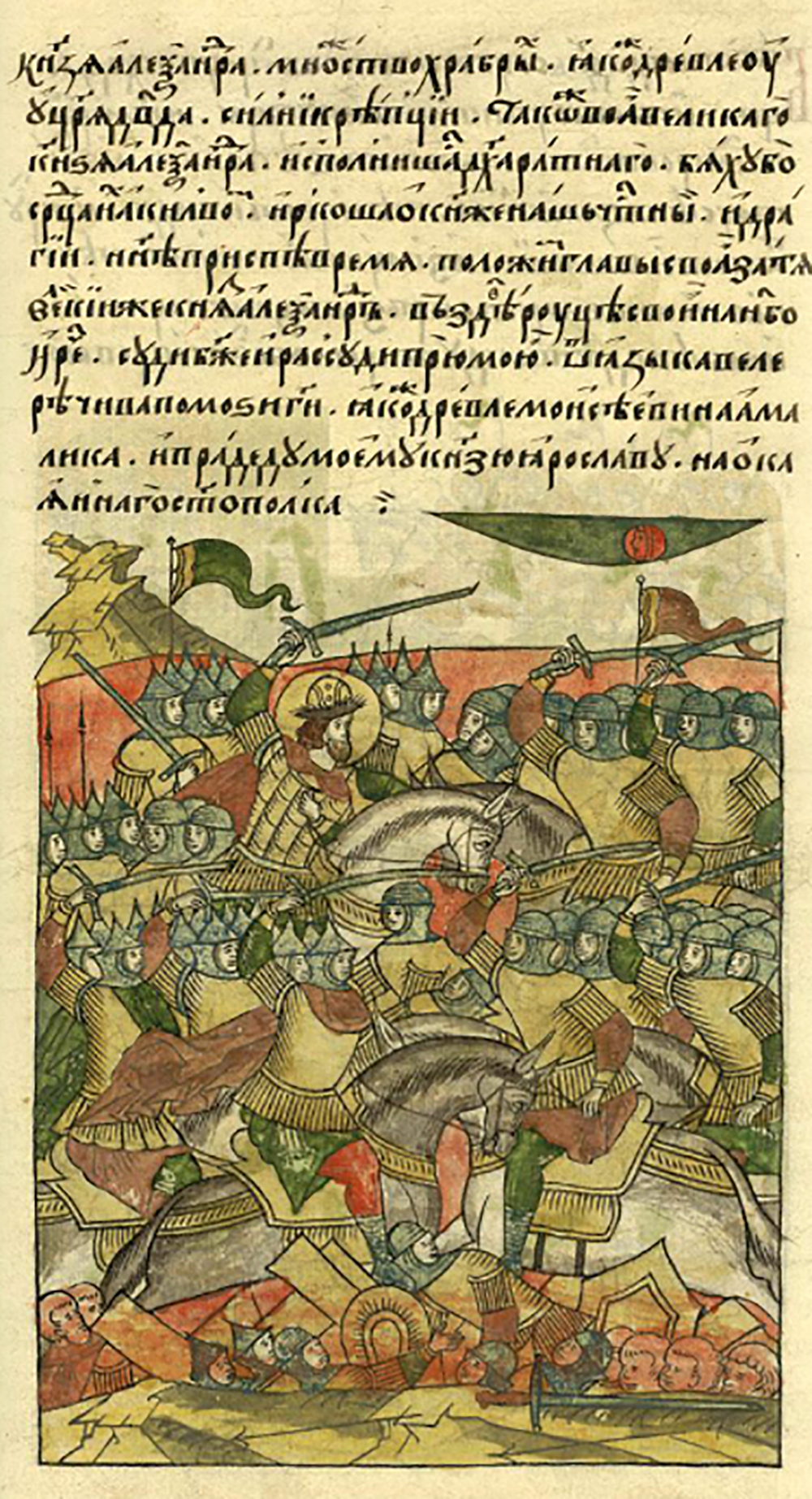
Znázornění bitvy v ilustrovaném životopisu Alexandra Něvského z poloviny 16. století

Pod vedením knížete-biskupa Hermanna z Dorpatu se řád s pomocí estonských vojsk 5. dubna 1242 setkal s ruským vojskem u úžiny spojující jižní a severní část Čudského jezera. Vojsko křižáků mělo podle dnešních předpokladů přibližně 2 000 mužů. Většinu z nich tvořili Estonci. Ruské vojsko mělo asi 4 000–5 000 mužů, z nichž asi 1 000 bylo příslušníky Alexandrovy a Andrejovy družiny. Zbytek vojska tvořila novgorodská domobrana a mongolský kontingent.
Alexandr se rozhodl ustoupit, aby mohl vést boj na lepším místě. Sebejisté nepřátelské vojsko ho pronásledovalo přes zamrzlé jezero, kam ho chtěl Alexandr dostat. Zde se začal boj trvající několik hodin, do kterého se později zapojila i obě křídla Alexandrových lučištníků. V té době už byly méně početná rytířská vojska vyčerpána bojem a náročným pohybem po kluzkém ledě. Poté, co byli rytíři vystaveni útoku ruské jízdy a byli zatlačeni vojsky Alexandra hlouběji na ledovou plochu jezera, se jejich řady rozpadly. Mnoho prchajících se utopilo poté, co tenký led nevydržel nápor jejich těžkých rytířských koní a mužů v brnění.

## Následky
Porážka Řádu německých rytířů v bitvě na Čudském jezeře zabránila ohrožení města Pskov, významného cíle východních křižáckých výprav. Obyvatelé Novgorodu tak byli velmi úspěšní v obraně ruského teritoria, Řád německých rytířů se totiž již o další útoky tímto směrem nepokusil. Velký význam této bitvě přisuzuje zejména ruská historiografie. Alexandr byl pravoslavnou církví roce 1574 prohlášen za svatého. 
Realita historické události
Nejnovější poznatky především běloruských historiků, oprostěné od ideologických nánosů XIX. a XX. století (národní všeruské vítězství), potvrzují, že se jednalo o drobnou, tehdy zcela běžnou pohraniční potyčku mezi Řádem a pskovským/novgorodským oddílem s účastí ca 20 rytířů na každé straně. Jiné závěry především ruských historiků, vycházející z faktu obsazení Pskova Řádem, patrně doborovolného, aby bylo zabráněno útoku Novgorodu na knížectví, předpokládají, že se bitvy zúčastnilo na straně Řádu ca 200-400 osob celkem, na straně Pskova /Novgorodu ca 400 až 1000 osob. Livlendische Reimchronik , německé kroniky té doby jsou nejspolehlivějším pramenem, se o "bitvě" či "jezeru" nezmiňuje. Výše zmíněný popis bitvy a její okolnosti jsou uměle vytvořeným narativem pod vlivem velkoruského šovinismu a protievropských tendencí ve vnitřní ruské politice. Monumentalitu šarvátce dodal Ezenštejnův film. Mýtus bitvy souvisí s faktem, že Alexander Něvský odmítl Západ a podrobil se Mongolské hordě, která nakonec potvrzovala i jeho v roli knížete. Stal se jejím výběrčím daní a "dozorcem" ve vztahu k severním a východním ruským knížectvím, vazalům Hordy. Tím bylo dáno mnohověké trauma Moskovie ve vztahu k Evropě.